# I-D
i-D es una revista inglesa dedicada a la moda, al arte y a las subculturas. i-D fue creada por el diseñador y exdirector de arte de la revista Vogue, Terry Jones junto a su mujer, Tricia Jones, en 1980. La primera edición fue publicada con un formato de fanzine con texto producido en máquina de escribir. A través de los años, la revista evolucionó hasta llegar al papel brillante, pero manteniendo un estilo urbano y cultura juvenil en cada número.
i-D ha realizado exposiciones internacionales además de publicar varios libros.

## Características
La revista es conocida por usar fotografías y tipografías innovadoras, ganando la reputación de «zona de entrenamiento» para nuevos talentos. Fotógrafos como Nick Knight, Chris Dowling, Wolfgang Tillmans, Juergen Teller, Terry Richardson,  Ellen von Unwerth, Kayt Jones y Slava Mogutin han publicado en i-D.  Cantantes como Rihanna y Lady Gaga, la supermodelo Naomi Campbell o el diseñador Karl Lagerfeld han aparecido en la portada de la revista.
Además se trata de una revista pionera en el género the Straight Up que mezclaba el documental con la fotografía de moda, ya que en sus inicios utilizaba como modelos a personas con las que los fotógrafos se encontraban en las calles de Inglaterra. Estas personas eran seleccionadas por su aspecto y su forma de vestir y fotografiadas en un fondo liso. A menudo se añadía también una pequeña descripción sobre los gustos y la vida de la persona fotografiada. 

## Logo y Portada
El logo de la revista se ha convertido en su sello de identidad. Las siglas "i-D" recuerdan a un guiño, a una sonrisa pícara, y se convierten así en un icono. Todas las portadas que ha publicado la revista presentan un guiño recurrente en los protagonistas, haciendo referencia a la representación gráfica del logo.

## Historia
En 1980 Terry Jones creó la revista, y en 1984 Tony Elliott (Time Out) se convirtió con socio, obteniendo un 51% de la compañía. Terry se mantuvo como director de edición y director creativo, pero también comenzó a trabajar en otros proyectos comerciales. En 2004, Terry y su esposa, Tricia, recuperaron el control total de la empresa. El aniversario de plata de y-D, en 2005, se celebró con una exhibición, "i-Dentity", y con publicaciones, que giraban alrededor de la temática central de la identidad, editadas por colaboradores invitados por Jones .
Incluían: Ashley Heath (publicación en febrero de 2005) M / M Paris (publicación en marzo de 2005) Alex McDowell (publicación en julio de 2005) Simon Foxton y Stephen Male (publicación en agosto de 2005) Nick Knight (publicación en octubre de 2005) David Lipman (publicación en noviembre de 2005) Peter Saville (publicación en diciembre de 2005). Todas las ediciones publicadas en 2005 estaban marcadas con una línea plateada. El mes del aniversario, septiembre de 2005, se publicaron cuatro portadas diferentes.
La tricentésima edición de i-D fue publicada en julio de 2009 e incluyó interesantes artículos e icónicas fotografías fieles al concepto de la revista. Su contenido se concentró principalmente en traer ideas de antiguas ediciones al 2009. La chica que adornó la tapa fue la modelo brasileña Raquel Zimmermann. Vice Media compró "i-D" en el 2012, pero Terry Jones continuó siendo el editor jefe de la revista. En el año 2013, el matrimonio Jones recibió el Outstanding Achievement Award en los British Fashion Awards, reconociendo la evolución y trayectoria de la revista.

## Editores
- Terry Jones (1980-presente)
- Dylan Jones (1986-1988)
- Caryn Franklin (1986-1988)
- Alix Sharkey (1988-1989)
- John Godfrey (1988-1990)
- Matthew Collin (1991-1994)
- Avril Mair (1994-2005)
- Glenn Waldron (2005-2006)
- Ben Reardon (2006-presente)